# Oryu-dong (métro de Séoul)
Oryu-dong (hangeul : 오류동 ; hanja : 梧柳洞) est une station de passage de la ligne 1 du métro de Séoul. Elle est située au 13 Gyeongin-ro 20-gil, dans le quartier Oryu-dong de l'arrondissement de Guro-gu, sur le territoire de la ville de Séoul, en Corée du Sud.
Elle a pour origine une gare mise en service en 1899, la station de métro ouvre en 1974. La station est desservie par les rames de services omnibus et express de la ligne 1.

## Situation sur le réseau

Plan du réseau (2023)

Établie en surface Oryu-dong est une station de passage de la ligne 1 du métro de Séoul : elle est située entre la station Gaebong, en direction du terminus nord-est Yeoncheon, et la station Onsu, en direction du terminus ouest Incheon,.

## Histoire

### Gare
La gare d'origine est mise en service le 18 septembre 1899, lors de l'ouverture à l'exploitation de la ligne Gyeongin (en). Un nouveau bâtiment de la gare mis en chantier en 1965. En 1967 la gare ouverte au service des marchandises.

### Station de métro
Un nouveau bâtiment est mis en service en 1973, et la station est ouverte le 15 août 1974, lors de l'ouverture à l'exploitation de la ligne 1 du métro de Séoul de la section, dite ligne Gyeongbu, de la station Gare de Séoul à la station Suwon,. 
Le bâtiment de 143 m2 est agrandi à 738 m2 et réaménagé en 1986.

## Services aux voyageurs

### Accès et accueil
La station est située au 13 Gyeongin-ro 20-gil, dans le quartier Oryu-dong. Elle dispose de quatre bouches, numérotées de 1 à 4 et elle est équipée d'escaliers mécaniques et d'ascenseurs.

### Desserte
Oryu-dong, est desservie par les rames de services omnibus et express de la ligne.

### Intermodalité
Des arrêts de bus sont situés à proximité.

## À proximité
Elle dessert notamment le complexe sportif de Bucheon.